# قرار مجلس الأمن التابع للأمم المتحدة رقم 1281
قرار مجلس الأمن الدولي رقم 1281 صدر في 10 ديسمبر/ كانون الأول 1999. مدد هذا القرار برنامج النفط مقابل الغذاء لفترة جديدة مدتها 180 يوما تبدأ في 12 كانون الأول/ ديسمبر1999.